# Фоллетт (Техас)
Фоллетт (англ. Follett) — місто (англ. town) в США, в окрузі Ліпском штату Техас. Населення — 373 особи (2020).

## Географія
Фоллетт розташований за координатами 36°26′2″ пн. ш. 100°8′27″ зх. д. / 36.43389° пн. ш. 100.14083° зх. д. (36.433973, -100.140767).  За даними Бюро перепису населення США в 2010 році місто мало площу 2,52 км², уся площа — суходіл.

## Демографія
Згідно з переписом 2010 року, у місті мешкало 459 осіб у 182 домогосподарствах у складі 128 родин. Густота населення становила 182 особи/км².  Було 233 помешкання (93/км²).
Расовий склад населення:
| - 91,5 % — білих - 1,5 % — азіатів - 1,1 % — чорних або афроамериканців - 0,2 % — корінних американців - 5,4 % — осіб інших рас |

До двох чи більше рас належало 0,2 %. Частка іспаномовних становила 14,8 % від усіх жителів.
За віковим діапазоном населення розподілялося таким чином: 27,5 % — особи молодші 18 років, 53,8 % — особи у віці 18—64 років, 18,7 % — особи у віці 65 років та старші. Медіана віку мешканця становила 41,6 року. На 100 осіб жіночої статі у місті припадало 105,8 чоловіків;  на 100 жінок у віці від 18 років та старших — 109,4 чоловіків також старших 18 років.
Середній дохід на одне домашнє господарство  становив 86 317 доларів США (медіана — 63 750), а середній дохід на одну сім'ю — 100 599 доларів (медіана — 72 500). За межею бідності перебувало 15,6 % осіб, у тому числі 20,2 % дітей у віці до 18 років та 26,0 % осіб у віці 65 років та старших.
Цивільне працевлаштоване населення становило 260 осіб. Основні галузі зайнятості: сільське господарство, лісництво, риболовля — 33,8 %, освіта, охорона здоров'я та соціальна допомога — 15,0 %, роздрібна торгівля — 8,5 %, транспорт — 8,1 %.